# Comparación de controladores inalámbricos de código abierto
Las tarjetas de redes inalámbricas para ordenadores requieren un software de control para hacerlos funcionar (los controladores de dispositivos o drivers). Esta es una lista de la situación de algunos de los controladores de código abierto para las tarjetas de red inalámbricas  802.11.

## Controladores de para 802.11 "inalámbrica"
- Véase también wireless.kernel.org y
- Núcleos de Linux estables actuales : Inalámbrico
  - Linville: Pruebas inalámbricas

### Estado
| Familia de controladores | Controlador                                                                                                 | Chipsets | Integración en línea principal | Firmware no libre requerido | Licencia           | Desarrollo                                                                    |
| --- | --- | --- | ------------------------------ | --------------------------- | ------------------ | ----------------------------------------------------------------------------- |
| adm8211 (enlace roto disponible en Internet Archive; véase el historial, la primera versión y la última).                   | adm8211 | ADMtek ADM8211 (IEEE 802.11b MAC/BBP | Sí                             | Yes                         | GPLv2              | with support from Infineon/ADMtek                                             |
| at76c50x-usb (enlace roto disponible en Internet Archive; véase el historial, la primera versión y la última). at76c50x-usb | at76c50x-USB                                                                                                | Atmel AT76C503/AT76C505 based USB WLAN adapters | Sí                             | Depends on the model        | GPLv2              | ?                                                                             |
| | acx100 | Texas Instruments ACX100, ACX111, TNETW1450 | No                             | Yes                         | Dual BSD/MPL       | Reverse engineered                                                            |
| airo (enlace roto disponible en Internet Archive; véase el historial, la primera versión y la última).                      | airo | Cisco Systems Aironet 4500/4800 and 340/350 | Sí                             | No                          | Dual GPLv2 and BSD |                                                                               |
| ath | ar5523 | Qualcomm Atheros AR5523 based USB dongles | Sí                             | No                          | ISC                | Reverse engineered                                                            |
| ath | ath5k | Qualcomm Atheros AR2413, AR2414, AR2417, AR2425, AR5210, AR5211, AR5212, AR5213, AR5413, AR5414, AR5423, AR5424                                                                          | Sí (since 2.6.25)              | No                          | Dual GPL/BSD       | Reverse engineered                                                            |
| ath | ath6kl | Qualcomm Atheros AR6003, AR6004 (SDIO), AR6004 (USB) | Sí                             | Yes                         | ISC                | Written by Qualcomm Atheros                                                   |
| ath | ath9k | Qualcomm Atheros chips with IEEE 802.11n support | Sí (since 2.6.27)              | No                          | ISC                | Written by Qualcomm Atheros                                                   |
| ath | ath9k_htc                                                                                                   | Qualcomm Atheros AR9271, AR7010 (USB-PCIe bridge with AR928x chips) | Sí (since 2.6.35)              | No                          | ISC                | Written by Qualcomm Atheros                                                   |
| ath | ath10k | Qualcomm Atheros chips with IEEE 802.11ac support | Sí (since 3.11)                | Yes                         | ISC                | Written by Qualcomm Atheros                                                   |
| ath | carl9170 | Qualcomm Atheros AR9170 (802.11n USB) | Sí (since 3.0)                 | No                          | GPL                | Qualcomm Atheros supported                                                    |
| ath | wil6210 | Wilocity wil6210, 802.11ad 60GHz | Sí                             | Yes                         | ISC                | Written by Qualcomm Atheros                                                   |
| atmel (enlace roto disponible en Internet Archive; véase el historial, la primera versión y la última).                     | atmel | Atmel at76c502 at76c504 and at76c506 wireless cards | Sí                             | No                          | GPLv2+             | Reverse engineered                                                            |
| b43 (enlace roto disponible en Internet Archive; véase el historial, la primera versión y la última).                       | b43 | Some Broadcom 43xx | Sí (since 2.6.24)              | Experimental OSS firmware   | GPL                | Reverse engineered                                                            |
| b43legacy (enlace roto disponible en Internet Archive; véase el historial, la primera versión y la última).                 | b43legacy (enlace roto disponible en Internet Archive; véase el historial, la primera versión y la última). | Some Broadcom 43xx | Sí (since 2.6.24)              | Experimental OSS firmware   | GPL                | Reverse engineered                                                            |
| brcm80211 (enlace roto disponible en Internet Archive; véase el historial, la primera versión y la última).                 | brcmfmac | Broadcom 4329, 4330, 4334, 43235, 43236, 43238 | Sí (since 3.2)                 | Yes                         | ISC                | Written by Broadcom                                                           |
| brcm80211 (enlace roto disponible en Internet Archive; véase el historial, la primera versión y la última).                 | brcmsmac | Broadcom 4313, 43224, 43225 | Sí (since 3.2)                 | Yes                         | ISC                | Written by Broadcom                                                           |
| cw1200 (enlace roto disponible en Internet Archive; véase el historial, la primera versión y la última).                    | cw1200 | ST-Ericsson CW1100 & CW1200 WLAN chipsets | Sí (since 3.11)                | Yes                         | GPLv2              | ?                                                                             |
| hostap (enlace roto disponible en Internet Archive; véase el historial, la primera versión y la última).                    | HostAP | Intersil PRISM-II, PRISM-2.5, PRISM 3 | Sí                             | Depends on the model        | GPLv2              |                                                                               |
| ipw2x00 (enlace roto disponible en Internet Archive; véase el historial, la primera versión y la última).                   | ipw2x00 (enlace roto disponible en Internet Archive; véase el historial, la primera versión y la última).   | Intel PRO/Wireless 2100 and 2200 Network Connection 802.11b | Sí                             | Yes                         | GPL                | Written by Intel                                                              |
| iwlegacy (enlace roto disponible en Internet Archive; véase el historial, la primera versión y la última).                  | iwlegacy | Intel Wireless WiFi 4965AGN | Sí                             |                             |                    |                                                                               |
| iwlwifi (enlace roto disponible en Internet Archive; véase el historial, la primera versión y la última).                   | iwlwifi | Intel Wireless WiFi Next Gen AGN - Wireless-N/Advanced-N/Ultimate-N: 6250AGN, 6200AGN, 6300AGN 1000BGN, 5150AGN, 5100AGN, 5300AGN, 5350AGN, 6005, 6030, 6150BGN, 100BGN and 130BGN, 2000 | Sí                             | Yes                         | Dual GPL/BSD       | Written by Intel                                                              |
| libertas (enlace roto disponible en Internet Archive; véase el historial, la primera versión y la última).                  | libertas | Marvell 88W8686 SDIO Libertas 8388 (USB) 802.11b/g, 8385 (CompactFlash) 802.11b/g, 8385/8686/8688 (SDIO) 802.11b/g, 8686 (SPI) 802.11b/g 88W8388                                         | Sí                             | Yes                         | GPL                | Marvell supported                                                             |
| libertas_tf (enlace roto disponible en Internet Archive; véase el historial, la primera versión y la última).               | libertastf                                                                                                  | Marvell 8388 (USB) WLAN Thinfirm Driver (OLPC) | Sí                             |                             | GPL                | cozybit, Marvell supported                                                    |
| mwifiex (enlace roto disponible en Internet Archive; véase el historial, la primera versión y la última).                   | mwifiex | WiFi-Ex Driver for Marvell SD8786/SD8787/SD8797 (SDIO), 8766/8897 (PCIe) and 88W8797 (USB)                                                                                               | Sí                             | Yes                         | GPLv2              | Written by Marvell                                                            |
| mwl8k (enlace roto disponible en Internet Archive; véase el historial, la primera versión y la última).                     | mwl8k | Marvell TOPDOG 802.11 Wireless cards: 88W8366, 88W8863, 88W8687, 88W8764 | Sí                             | Yes                         | GPLv2              | Written by Marvell                                                            |
| orinoco (enlace roto disponible en Internet Archive; véase el historial, la primera versión y la última).                   | orinoco | Lucent Hermes (WaveLAN/ ORiNOCO); Intersil PRISM-II, PRISM-2.5; Symbol Spectrum24 802.11B                                                                                                | Sí                             | Required for WPA support    |                    |                                                                               |
| p54 (enlace roto disponible en Internet Archive; véase el historial, la primera versión y la última).                       | p54 | | Sí                             | Yes                         |                    |                                                                               |
| prism54 (enlace roto disponible en Internet Archive; véase el historial, la primera versión y la última).                   | prism54 (enlace roto disponible en Internet Archive; véase el historial, la primera versión y la última).   | | Sí                             |                             |                    | Reverse engineered; Obsoleted by p54.                                         |
| rt2x00 (enlace roto disponible en Internet Archive; véase el historial, la primera versión y la última).                    | rt2400pci                                                                                                   | MediaTek (Ralink) RT2460 | Sí (since 2.6.24)              | No                          | GPLv2+             | rt2x00.serialmonkey.com; From partial documentation and GPL drivers by Ralink |
| rt2x00 (enlace roto disponible en Internet Archive; véase el historial, la primera versión y la última).                    | rt2500pci                                                                                                   | RT2560 | Sí                             | No                          | GPLv2+             | rt2x00.serialmonkey.com                                                       |
| rt2x00 (enlace roto disponible en Internet Archive; véase el historial, la primera versión y la última).                    | rt61pci | RT2561, RT2561S, RT2661 | Sí                             | Yes                         | GPLv2+             | rt2x00.serialmonkey.com                                                       |
| rt2x00 (enlace roto disponible en Internet Archive; véase el historial, la primera versión y la última).                    | rt2800pci                                                                                                   | RT2760, RT2790, RT2860, RT2880, RT2890, RT3052, RT3090, RT3091, RT3092 RT3390, RT3060, RT3062, RT3562, RT3592, RT5390, RT3290                                                            | Sí                             | Yes                         | GPLv2+             | rt2x00.serialmonkey.com                                                       |
| rt2x00 (enlace roto disponible en Internet Archive; véase el historial, la primera versión y la última).                    | rt2500usb                                                                                                   | RT2571 & RT2572 | Sí                             | No                          | GPLv2+             | rt2x00.serialmonkey.com                                                       |
| rt2x00 (enlace roto disponible en Internet Archive; véase el historial, la primera versión y la última).                    | rt73usb | RT2571W, RT2573 & RT2671 | Sí                             | Yes                         | GPLv2+             | rt2x00.serialmonkey.com                                                       |
| rt2x00 (enlace roto disponible en Internet Archive; véase el historial, la primera versión y la última).                    | rt2800usb                                                                                                   | RT2770, RT2870 & RT3070, RT3071 & RT3072 RT3370, RT3572, RT5370, RT5572 | Sí                             | Yes                         | GPLv2+             | rt2x00.serialmonkey.com                                                       |
| rtl818x (enlace roto disponible en Internet Archive; véase el historial, la primera versión y la última).                   | rtl8187 | Realtek | Sí                             |                             |                    |                                                                               |
| rtl818x (enlace roto disponible en Internet Archive; véase el historial, la primera versión y la última).                   | rtl8187 | Realtek | Sí                             |                             |                    |                                                                               |
| rtlwifi (enlace roto disponible en Internet Archive; véase el historial, la primera versión y la última). rtl-wifi          | rtl8188ee (enlace roto disponible en Internet Archive; véase el historial, la primera versión y la última). | Realtek | Sí (since 2.6.38)              | Yes                         | GPL                | Written by Realtek et al. Forked from rtl8180-sa2400 project.                 |
| rtlwifi (enlace roto disponible en Internet Archive; véase el historial, la primera versión y la última). rtl-wifi          | rtl8192c (enlace roto disponible en Internet Archive; véase el historial, la primera versión y la última).  | | Sí                             |                             | GPL                | Written by Realtek et al.                                                     |
| rtlwifi (enlace roto disponible en Internet Archive; véase el historial, la primera versión y la última). rtl-wifi          | rtl8192ce (enlace roto disponible en Internet Archive; véase el historial, la primera versión y la última). | | Sí                             | Yes                         | GPL                | Written by Realtek et al.                                                     |
| rtlwifi (enlace roto disponible en Internet Archive; véase el historial, la primera versión y la última). rtl-wifi          | rtl8192cu (enlace roto disponible en Internet Archive; véase el historial, la primera versión y la última). | | Sí                             | Yes                         | GPL                | Written by Realtek et al.                                                     |
| rtlwifi (enlace roto disponible en Internet Archive; véase el historial, la primera versión y la última). rtl-wifi          | rtl8192de (enlace roto disponible en Internet Archive; véase el historial, la primera versión y la última). | | Sí                             | Yes                         | GPL                | Written by Realtek et al.                                                     |
| rtlwifi (enlace roto disponible en Internet Archive; véase el historial, la primera versión y la última). rtl-wifi          | rtl8192se (enlace roto disponible en Internet Archive; véase el historial, la primera versión y la última). | | Sí                             | Yes                         | GPL                | Written by Realtek et al.                                                     |
| rtlwifi (enlace roto disponible en Internet Archive; véase el historial, la primera versión y la última). rtl-wifi          | rtl8723ae (enlace roto disponible en Internet Archive; véase el historial, la primera versión y la última). | | Sí                             | Yes                         | GPL                | Written by Realtek et al.                                                     |
| rtlwifi (enlace roto disponible en Internet Archive; véase el historial, la primera versión y la última). rtl-wifi          | rtl8188eu (enlace roto disponible en Internet Archive; véase el historial, la primera versión y la última). | RTL8188EU e.g. in the TP-Link TL-WN725N | Sí (since 3.12)                | Yes                         | GPL                | Written by Realtek et al.                                                     |
| rsi9113 | RSI9113 | Redpine Signals SDIO, USB adapters | Sí                             |                             | GPL                | Written by Redpine Signals Inc.,                                              |
| ti | wl1251 | Texas Instruments TI wl1251 (SDIO/SPI) | Sí                             |                             | GPL                | Written by Nokia                                                              |
| ti | wl12xx | Texas Instruments TI wl1271, wl1273, wl1281 and wl1283 | Sí (Only up to 3.2)            |                             | GPL                | Written by Nokia and Texas Instruments                                        |
| ti | wl18xx | Texas Instruments TI WiLink 8 | Sí                             |                             | GPL                | Written by Texas Instruments                                                  |
| zd1211rw (enlace roto disponible en Internet Archive; véase el historial, la primera versión y la última).                  | zd1211rw | ZyDAS ZD1211/ZD1211B (USB) | Sí                             | Yes                         | GPL                | various                                                                       |

### Capacidades del controlador
Véase también: Wireless.kernel.org
Nota: En esta sección, se debe distinguir entre controladores  SoftMac y HardMac. Todos los controladores SoftMac deben tener las mismas capacidades en relación con el cifrado, ya que se hace por hostapd. 

"Libertas" de Marvell ejecuta un RTOS en un ARM9 y hace interfaz a través de una cuña con el sistema operativo real.

Posteriormente, se deberían copiar / extender https://web.archive.org/web/20141219044650/http://wireless.kernel.org/en/users/Drivers porque enumera todos los modos disponibles de funcionamiento: https://web.archive.org/web/20150117031551/http://wireless.kernel.org/en/users/Documentation/modes
entonces, debemos pensar en la documentación, si un conductor puede soportar múltiples modos simultáneamente y cuáles.
- Modo AP
- El modo monitor
- IEEE 802.11s

| Driver                                                         | 802.11 | 802.11 | 802.11 | 802.11 | 802.11 | Bus interface                             | Seguridad inalámbrica | Seguridad inalámbrica | Seguridad inalámbrica | Modo monitor | Modo master (AP)  | Modo Ad hoc                                                 |
| Driver                                                         | a      | b | g      | n      | ac     | Bus interface                             | WEP                   | WPA                   | WPA2                  | Modo monitor | Modo master (AP)  | Modo Ad hoc                                                 |
| -------------------------------------------------------------- | ------ | --- | ------ | ------ | ------ | ----------------------------------------- | --------------------- | --------------------- | --------------------- | ------------ | ----------------- | ----------------------------------------------------------- |
| acx1xx                                                         | No     | Sí | Sí     | No     | No     | PCI, Mini PCI, PC card, USB               | Sí                    | No                    | No                    | Sí           | Sí                |                                                             |
| adm8211                                                        |        | |        |        |        | PCI                                       |                       |                       |                       |              | No                |                                                             |
| carl9170                                                       | Sí     | Sí | Sí     | Sí     | No     | USB                                       | Sí                    | Sí                    | Sí                    | Sí           | Sí                | Sí                                                          |
| ath5k                                                          | Sí     | Sí | Sí     | No     | No     | PCI, Mini PCI, PC card, AHB               | Sí                    | Sí                    | Sí                    | Sí           | Sí (since 2.6.31) | Sí                                                          |
| ath9k                                                          | Sí     | Sí | Sí     | Sí     | No     | PCI, Mini PCI, AHB, PCI Express Mini Card | Sí                    | Sí                    | Sí                    | Sí           | Sí                | Sí                                                          |
| ath10k                                                         | No     | No | No     | No     | Sí     | PCI, Mini PCI, AHB, PCI Express Mini Card | Sí                    | Sí                    | Sí                    | Sí           | Sí                | Sí                                                          |
| b43                                                            | No     | Sí | Sí     | No     | No     | PCI, Mini PCI, SDIO ?                     | Sí                    | Sí                    | Sí                    | Sí           | Sí                | Sí                                                          |
| bcm43xx                                                        | No     | Sí | Sí     | No     | No     | PCI, Mini PCI, PC card, Cardbus           | Sí                    | Sí                    | Sí                    | Sí           | No                |                                                             |
| brcmfmac                                                       | Sí     | Sí | Sí     | Sí     | No     | USB, SDIO                                 | Sí                    | Sí                    | Sí                    | No           | No                | No                                                          |
| brcmsmac                                                       | Sí     | Sí | Sí     | Sí     | No     | PCI, Mini PCI, PCI Express Mini Card      | Sí                    | Sí                    | Sí                    | No           | Sí                | Sí                                                          |
| hostap                                                         | No     | Sí | No     | No     | No     | PCI, Mini PCI, PC card                    | Sí                    | Sí                    | Sí                    | Sí           | Sí                | Sí                                                          |
| ipw2100                                                        | No     | Sí | No     | No     | No     | Mini PCI                                  | Sí                    | Sí                    |                       | Sí           |                   |                                                             |
| ipw2200                                                        | Sí     | Sí | Sí     | No     | No     | Mini PCI                                  | Sí                    | Sí                    | Sí                    | Sí           | No                | Sí                                                          |
| ipw2200-ap                                                     | No     | Sí | Sí     | No     | No     | Mini PCI                                  |                       |                       |                       | Sí           | Sí                |                                                             |
| ipw3945                                                        | Sí     | Sí | Sí     | No     | No     | Mini PCI, PCI Express Mini Card           | Sí                    | Sí                    | Sí                    | Sí           | No                | Sí                                                          |
| islsm                                                          |        | |        |        |        | PCI, USB                                  | No                    | No                    | No                    |              | No                |                                                             |
| iwlwifi                                                        | Sí     | Sí | Sí     | No     | No     | Mini PCI, PCI Express Mini Card           | Sí                    | Sí                    | Sí                    | Sí           | Experimental      | Sí                                                          |
| iwlagn                                                         | Sí     | No | Sí     | Sí     | No     | Mini PCI, PCI Express Mini Card           | Sí                    | Sí                    | Sí                    | Sí           | No                | Sí                                                          |
| libertas                                                       | No     | Sí | Sí     | No     | No     | USB, CF, SDIO                             |                       |                       |                       |              | No                |                                                             |
| MadWifi Archivado el 20 de octubre de 2019 en Wayback Machine. | Sí     | Sí | Sí     | No     | No     | PCI, Mini PCI, PC card                    | Sí                    | Sí                    | Sí                    | Sí           | Sí                | Sí some issues in HAL, outdoor sensitivity?[cita requerida] |
| orinoco                                                        | No     | Sí | No     | No     | No     | Mini PCI, PC card                         | Sí                    | Sí                    | No                    | Sí           | No                | Sí                                                          |
| p54                                                            | No     | Sí | Sí     | No     | No     | Mini PCI, Cardbus, USB                    | Sí                    | Sí                    | Sí                    | Sí           | Sí                | Sí                                                          |
| prism54                                                        | No     | Sí | Sí     | No     | No     | PCI                                       | Sí                    | No                    |                       | Sí           | Sí                |                                                             |
| rndis_wlan                                                     | No     | Sí | Sí     | No     | No     | USB                                       | Sí                    | Sí                    | Sí                    | No           | No                | Sí                                                          |
| rt2x00                                                         | No     | Sí | Sí     | No     | No     | PCI, Mini PCI, USB                        | Sí                    | Sí                    | Sí                    | Sí           | Sí                | Sí                                                          |
| rtl8180                                                        | Sí     | Sí | Sí     | No     | No     | PCI, Mini PCI, PC card                    |                       |                       |                       |              | Sí                |                                                             |
| rtl8187                                                        | Sí     | Sí | Sí     | No     | No     | USB                                       | Sí                    | Sí                    | Sí                    | Sí           |                   |                                                             |
| zd1201                                                         | No     | Sí | No     | No     | No     | USB                                       | Sí                    | No                    | No                    | Sí           | Sí                |                                                             |
| zd1211                                                         | Sí     | Sí | Sí     | No     | No     | USB                                       | Sí                    | Sí                    | Sí                    | Sí           | Sí                |                                                             |
| zd1211rw                                                       | No     | urlarchivo=http://web.archive.org/web/http://www.prism54.org/freemac.html%7Cfechaarchivo=1 de diciembre de 2015}} | Sí     | No     | No     | USB                                       | Sí                    | Sí                    | Sí                    | Sí           | Sí                | Sí                                                          |